# Daniel Dicker
Daniel Dicker (* 5. Juni 1995 in Graz) ist ein österreichischer Handballspieler.

## Karriere
Der gebürtige Grazer begann das Handballspielen beim UHC Graz bzw. bei der HIB Liebenau. 2011 feierte er sein Debüt in der Kampfmannschaft der HSG Graz, welche an der Handball Bundesliga Austria teilnahm. Nach zwei Jahren wechselte er zur HSG Raiffeisen Bärnbach/Köflach in die Handball Liga Austria. Ab der Saison 2014/15 stand er beim Vorarlberger Verein Alpla HC Hard unter Vertrag. 2014/15 und 2016/17 sicherte sich der Rechtshänder mit den "roten Teufeln" den österreichischen Meistertitel. Nach der Saison 2017/18 wurde sein Vertrag bei den Vorarlbergern nicht verlängert. Bereits kurze Zeit später wurde bekannt, dass der Rückraumspieler wieder in seine Geburtsstadt bei der HSG Graz unterschrieben hatte.
Im April 2020 wurde bekannt, dass Dicker einen Vertrag über zwei Jahre beim ThSV Eisenach abgeschlossen hat. Damit lief der Rückraumspieler ab der Saison 2020/21 erstmals in einer Liga im Ausland auf. Mit ihm gemeinsam wechselte Thomas Eichberger, der vorher ebenfalls bei der HSG Graz gespielt hat. Im März 2022 verlautbarte der UHK Krems, dass Dicker ab der Saison 2022/23 verpflichtet wurde. 2024/25 feierte Dicker, mit Krems, seinen dritten Meistertitel in der HLA Meisterliga.
Außerdem nahm der 1,98 Meter große Rückraumspieler mit dem Jugend Nationalteam des Jahrgangs 1994 in der Saison 2013/14 an der Handball Liga Austria teil. Dies war zur Vorbereitung auf die Jugendeuropameisterschaft 2014 in Österreich, bei welcher er mit dem Team den sechsten Platz belegte.

## Saisonbilanzen

### HLA
| Saison    | Verein                          | Spielklasse | Tore | 7-Meter     | Feldtore |
| --------- | ------------------------------- | ----------- | ---- | ----------- | -------- |
| 2013/14   | HSG Raiffeisen Bärnbach/Köflach | HLA         | 47   | 1/2         | 46       |
| 2014/15   | Alpla HC Hard                   | HLA         | 29   | 0/0         | 29       |
| 2015/16   | Alpla HC Hard                   | HLA         | 32   | 0/0         | 32       |
| 2016/17   | Alpla HC Hard                   | HLA         | 47   | 0/0         | 47       |
| 2017/18   | Alpla HC Hard                   | HLA         | 65   | 5/8         | 60       |
| 2013–2018 | gesamt                          | HLA         | 220  | 6/10 (60 %) | 214      |

## Erfolge
- Alpla HC Hard
  - 2× Österreichischer Meister 2014/15, 2016/17
  - 1× Österreichischer Pokalsieger 2017/18
- UHK Krems
  - 1× Österreichischer Meister 2024/25